# Kōbe-Gakuin-Universität

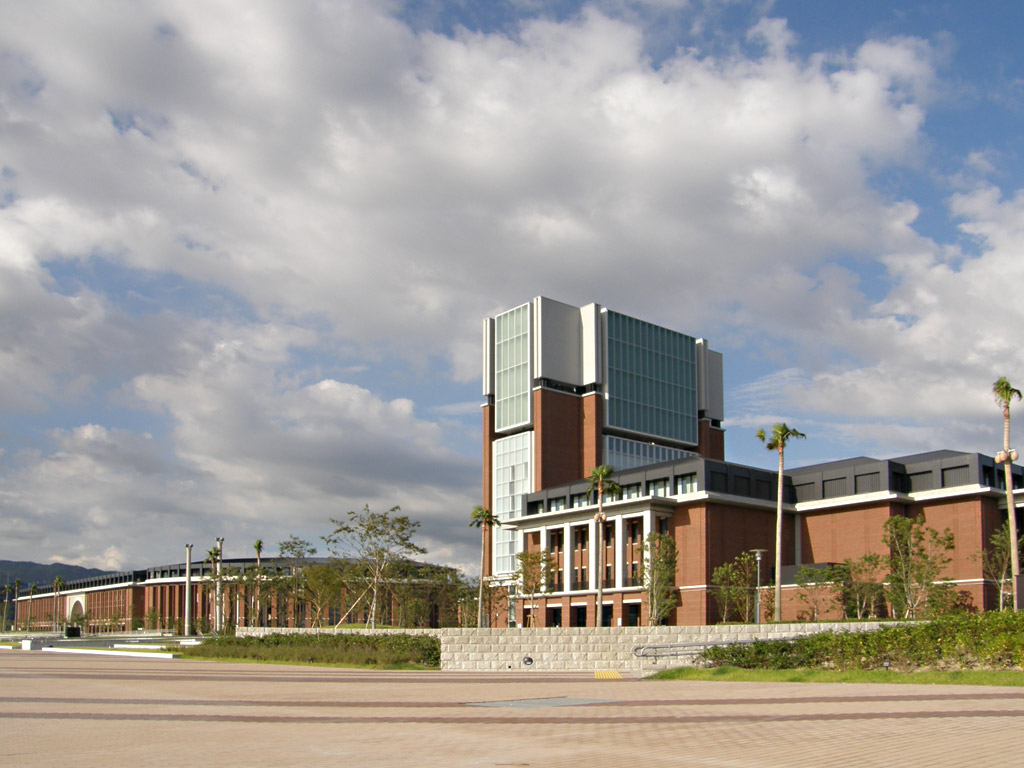
Port Island Campus (2007)

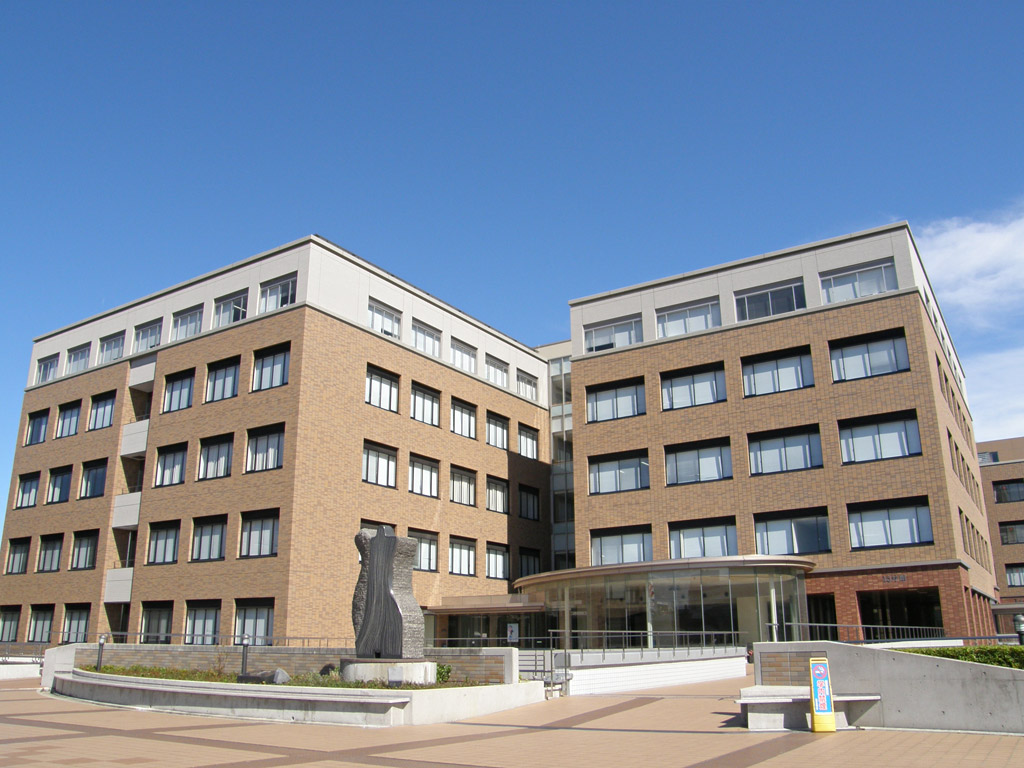
Arise-Campus (2007)

Die Kōbe-Gakuin-Universität (jap. 神戸学院大学, Kōbe gakuin daigaku, kurz: KGU) ist eine private Universität in Chūō-ku, Kōbe in der Präfektur Hyōgo (Japan).
Der Ursprung der Universität liegt in der 1912 von Wasa Mori (森 わさ) gegründeten Mori-Mädchenschule für Näherei (森裁縫女学校). 1923 wurde die Mori-Mädchenoberschule (森高等女学校) neu gegründet. 1952 gründete die Schulstiftung die Kōbe-Mori-Frauen-Tanki-Daigaku (神戸森女子短期大学), die 1966 in Kōbe-Gakuin-Frauen-Tanki-Daigaku (神戸学院女子短期大学) umbenannt wurde.
1966 gründete die Schulstiftung die koedukative 4-jährige Kōbe-Gakuin-Universität mit einer Fakultät (Ernährungswissenschaft) in einem Campus (Arise). Sie fügte Fakultäten zu: Rechtswissenschaft, Wirtschaftswissenschaften (1967), Pharmazie (1972), Humanwissenschaften (1990), Betriebswirtschaftslehre (2004), Rehabilitationswissenschaft (2005), Zeitgenössische Sozialwissenschaft (2014), Global Communication (2015), und Psychologie (2018). 1976 gründete sie die Promotionskurse. 2007 wurde der neue Port Island Campus eröffnet, und er wurde 2015 der Hauptcampus.

## Fakultäten
- Port Island Campus (in Chūō-ku, Kōbe. 34° 40′ 12,5″ N, 135° 12′ 14,9″ OKoordinaten: 34° 40′ 12,5″ N, 135° 12′ 14,9″ O):
  - Fakultät für Rechtswissenschaft
  - Fakultät für Betriebswirtschaftslehre
  - Fakultät für Zeitgenössische Sozialwissenschaft
  - Fakultät für Global Communication
  - Fakultät für Pharmazie
- Arise-Campus (in Nishi-ku, Kōbe. 34° 39′ 49,8″ N, 135° 1′ 42,7″ O):
  - Fakultät für Volkswirtschaftslehre
  - Fakultät für Humanwissenschaften
  - Fakultät für Psychologie
  - Fakultät für Rehabilitationswissenschaft
  - Fakultät für Ernährungswissenschaft